# International Freestyle Motocross Federation
Die International Freestyle Motocross Federation (IFMXF) ist ein internationaler Verband, der Freestyle-Motocross-Veranstaltungen durchführt.
Der Verband wurde im Jahr 2000 in Berlin gegründet. Diese Veranstaltungen sind insbesondere unter der Bezeichnung Night of the Jumps bekannt. Darüber hinaus führt die IFMXF die FIM-Freestyle-Motocross-Weltmeisterschaft durch und führt eine Rangliste.